# مير (بعدان)

تعديل مصدري - تعديل

مير محلة تابعة لقرية ذي البارات، التابعة لعزلة سير بمديرية بعدان إحدى مديريات محافظة إب في الجمهورية اليمنية، بلغ تعداد سكانها 124 حسب تعداد اليمن لعام 2004.